# Dionne Warwick
Marie Dionne Warwick Embaixador(a) da boa vontade da FAO (East Orange, 12 de dezembro de 1940) é uma cantora norte-americana, prima da cantora Whitney Houston, irmã de Dee Dee Warwick e sobrinha de Cissy Houston. Ganhou fama como intérprete preferida dos compositores Burt Bacharach e Hal David. Ambos a presentearam com uma série de sucessos.
Com mais de 60 anos de carreira, estima-se que tenha vendido mais de 100 milhões de cópias de seus discos. Ganhou muitos prêmios, incluindo seis Grammy. A cantora foi introduzida na Calçada da Fama, no Grammy Hall of Fame, no R&B Music Hall of Fame e no Apollo Theatre Walk of Fame. Em 2019 ela ganhou o Grammy Lifetime Achievement Award. Três de suas canções ("Walk On By", "Alfie" e "Don't Make Me Over") foram incluídas no Hall da Fama do Grammy. Ela é ex-embaixadora da Boa Vontade das Nações Unidas da Organização para Agricultura e Alimentação.

## Biografia
Cresceu ouvindo e cantando gospel, estilo que incorporaria de maneira vibrante no modo de cantar. Em 1963 emplacou o clássico soul "Don't Make Me Over", chamando a atenção de David e Bacharach, que estavam procurando a voz ideal para suas sentimentais baladas. Com sua voz, rapidamente várias músicas escritas pela dupla se tornaram sucesso, como "Walk On By", "Do You Know The Way To San Jose?", "Alfie" e "I'll Never Fall In Love Again".
Apesar de algumas outras composições de autoria de David/ Bacharach ficarem consagradas nas vozes de outros artistas, foram gravadas primeiramente por Dionne durante os anos 60, como "(They Long To Be) Close To You", "Raindrops Keep Fallin' on My Head", "What The World Needs Now", "The Look Of Love", entre outras, além de "I Say A Little Prayer", que apesar de ter feito sucesso na voz de Aretha Franklin, é uma música consagrada por Dionne, e uma das mais requisitadas pelos seus fãs.
Após toda a fama obtida durante os anos 60, o trio se desfez no início dos anos 70 e a carreira de Dionne deu uma pausa, não conseguindo obter êxitos mesmo lançando discos, com exceção do hit "Then Came You". Somente no final da década, precisamente em 1979, ela voltou com força total lançando o álbum Dionne, produzido por Barry Manilow. Este não trouxe apenas músicas notáveis, mas sim um dos maiores hits de toda a sua carreira: "I"ll Never Love This Way Again". Outras canções que também tiveram certa popularidade foram "Deja Vu" e, em especial no Brasil, "Feeling Old Feelings".
Todo esse sucesso de 1979 permaneceu logo no primeiro ano da década de 80 graças ao novo hit "No Night So Long", do álbum de mesmo nome. Em 1982, Barry Gibb dos Bee Gees, que já declarou ser grande fã da cantora, decidiu produzir um álbum para Dionne chamado Heartbreaker, contando com várias participações do cantor tocando violão assim como fazendo backing vocal. Esse disco trouxe uma música que foi sucesso em todo o mundo e não pode faltar em seus shows: "Heartbreaker".
Outros êxitos notáveis da cantora durante os anos 80 foram "It’s You", dueto com Stevie Wonder em 1985, da trilha sonora do filme "A Dama de Vermelho", e também "Love Power", dueto com Jeffrey Osborne em 1987.
Dionne também participou de duas músicas beneficentes, ambas em 1985: We Are The World, fazendo parte dos USA For Africa ao lado de várias estrelas da música americana, e também That's What Friends Are For, ao lado de Stevie Wonder, Elton John e Gladys Knight, escrita pelo seu velho amigo Burt Bacharach em conjunto com Carole Bayer Sager.
Em 1990 Dionne lançou um disco que reverencia um grande músico norte-americano: Cole Porter, destacando a música "Begin The Beguine".
A cantora é grande admiradora da música brasileira, e além de uma casa de veraneio na Bahia e outra no bairro do Jardim Botânico no Rio de Janeiro, Dionne apresenta-se com certa regularidade ao lado de intérpretes de renome, como Ivan Lins, Simone, Jorge Ben Jor, entre outros e comparecendo muitas vezes ao Programa do Jô e três vezes no Domingão do Faustão.
No ano de 1992 fez participação no disco do cantor brasileiro José Augusto, com ele cantando uma música inédita chamada "Quase um sonho". O programa da Rede Globo "Fantástico" fez um clipe com a canção para eternizar o encontro.

### Problemas financeiros
Em março de 2013 Warwick entrou com pedido de falência pessoal junto à Corte de Falências de Nova Jersey, alegando incapacidade de pagar as dívidas. A intérprete deve impostos acumulados desde a década de 90 — declarou ter um patrimônio total de 25,5 mil dólares para uma dívida de 10,7 milhões de dólares, a maioria dela junto ao Serviço Interno de Arrecadação (correspondente à Receita Federal nos Estados Unidos) e com o estado da Califórnia. Seu advogado alegou que as finanças de Warwick foram mal administradas pelo ex-empresário da cantora e as multas provenientes das dívidas nos últimos 15 anos a tornaram impagável.

## Discografia
- 1963: Presenting Dionne Warwick
- 1964: Anyone Who Had a Heart
- 1964: Make Way for Dionne Warwick
- 1965: The Sensitive Sound of Dionne Warwick
- 1966: Here I Am
- 1966: Dionne Warwick in Paris
- 1967: Here, Where There Is Love
- 1967: Dionne Warwick Onstage and in the Movies
- 1967: The Windows of the World
- 1968: Dionne Warwick in Valley of the Dolls
- 1968: Magic of Believing
- 1968: Promises Promises
- 1969: Soulful
- 1969: Dionne Warwick's Greatest Motion Picture Hits
- 1970: I'll Never Fall in Love Again
- 1970: Very Dionne
- 1971 The Dionne Warwick Story: Live
- 1972: Dionne
- 1972: From Within
- 1973: Just Being Myself
- 1975: Then Came You
- 1975: Track of the Cat
- 1977: A Man and a Woman (w/ Isaac Hayes)
- 1977: Only Love Can Break a Heart
- 1977: Love at First Sight
- 1979: Dionne
- 1980: No Night So Long
- 1981: Hot! Live and Otherwise
- 1982: Friends in Love
- 1982: Heartbreaker
- 1983: How Many Times Can We Say Goodbye
- 1985: Finder of Lost Loves
- 1985: Friends
- 1985: Without Your Love
- 1987: Reservations for Two
- 1989: Dionne Warwick Sings Cole Porter
- 1993: Friends Can Be Lovers
- 1995: Aquarela Do Brasil
- 1998: Dionne Sings Dionne
- 2000: Dionne Sings Dionne Vol. II
- 2004: My Favorite Time of the Year
- 2006: My Friends & Me
- 2008: Why We Sing
- 2011: Only Trust Your Heart
- 2012: Now - A Celebratory 50Th Anniversary Album
- 2014: Feels So Good
- 2015: Tropical Love
- 2019: She's Back
- 2019: Dionne Warwick & The Voices of Christmas

### Singles Número Um
- 1970: I'll Never Fall in Love Again
- 1979: Deja Vu
- 1980: No Night So Long
- 1982: Heartbreaker
- 1985: That's What Friends Are For
- 1987: Love Power

## Filmografia
- 1969: Slaves
- 1977: The Day the Music Died
- 1988: Rent-a-Cop
- 2002: The Making and Meaning of 'We Are Family' (documentário)
- 2017: Let There Be Light

## Prêmios e indicações
Ganhadora de seis prêmios Grammy, Dionne Warwick se tornou um dos pilares da cultura e música pop americana.

Ela recebeu o primeiro prêmio Grammy em 1968 por You Know The Way To San Jose, e um segundo Grammy em 1970, com o álbum mais vendido, I’ll Never Fall In Love Again. Foi a primeira artista solo feminina afro-americana de sua geração a ganhar o prêmio de Best Contemporary Female Vocalist Performanc”. Também foi uma das primeiras a popularizar temas de filmes clássicos como A House is not a Home, Alfie, Valley of the Dolls e The April Fools.